# Odskoczek ciemny
Odskoczek ciemny (Microdipodops megacephalus) – gatunek ssaka podrodziny szczuroskoczków (Dipodomyinae) w obrębie rodziny karłomyszowatych (Heteromyidae).  Zamieszkuje tereny na zachodzie Stanach Zjednoczonych: w południowo-wschodniej części stanu Oregon, południowej części Idaho, północno-wschodniej i środkowo-wschodniej Kalifornii, północnej i centralnej części stanu Nevada oraz środkowo-zachodniej części Utah. Miejsce typowe: USA, stan Nevada, hrabstwo Elko, osada Halleck. Międzynarodowa Unia Ochrony Przyrody (IUCN) wymienia Microdipodops megacephalus w Czerwonej księdze gatunków zagrożonych jako gatunek najmniejszej troski (LC – least concern).

## Rozmieszczenie geograficzne
Odskoczek ciemny zamieszkuje tereny na zachodzie Stanach Zjednoczonych: w południowo-wschodniej części stanu Oregon, południowej części Idaho, północno-wschodniej i środkowo-wschodniej Kalifornii, północnej i centralnej części stanu Nevada oraz środkowo-zachodniej części Utah. Miejsce typowe USA, stan Nevada, hrabstwo Elko, osada Halleck.
Zasięg występowania w zależności od podgatunku:
- M. megacephalus megacephalus – zachodnia część USA: pustynia Wielkiej Kotliny w środkowej i północno-wschodniej części stanu Nevada,
- M. megacephalus albiventer – zachodnia część USA: południowo-wschodnia Nevada,
- M. megacephalus ambiguus – zachodnia część USA: pustynia Smoke Creek i pustynia Black Rock Desert, dolina rzeki Humboldt, pustynia Wielkiej Kotliny w północno-zachodniej części stanu Nevada, a także w północno-wschodniej Kalifornii,
- M. megacephalus atrirelictus – zachodnia część USA: znany tylko z pustyni Wielkiej Kotliny w południowo-zachodnim Idaho,
- M. megacephalus californicus – zachodnia część USA: pustynia Wielkiej Kotliny w środkowo-zachodniej Nevadzie i w północno-wschodniej Kalifornii,
- M. megacephalus leucotis – zachodnia część USA: rejon jeziora Bonneville i pustynia Wielkiej Kotliny w północno-zachodniej części Utah,
- M. megacephalus medius – zachodnia część USA: pustynia Wielkiej Kotliny w północno-zachodniej części stanu Nevada,
- M. megacephalus nexus – zachodnia część USA: pustynia Wielkiej Kotliny w środkowo-północnej Nevadzie (być może wymarły),
- M. megacephalus oregonus – zachodnia część USA: na terenie Wyżyny Kolumbii w środkowej części stanu Oregon oraz na pustyni Wielkiej Kotliny w północno-zachodniej Nevadzie, a także w północno-wschodniej Kalifornii,
- M. megacephalus paululus – zachodnia część USA: rejon Pine Valley, White valley i Snake Valley na terenie pustyni Wielkiej Kotliny w środkowo-zachodniej części Utah,
- M. megacephalus polionotus – zachodnia część USA: rejon Jeziora Mono, w dolinie Owens Valley otaz na pustyni Wielkiej Kotliny we wschodniej Kalifornii,
- M. megacephalus sabulonis – zachodnia część USA: pustynia Wielkiej Kotliny w środkowo-południowej Nevadzie.

## Systematyka
Gatunek został opisany naukowo w 1891 roku przez amerykańskiego zoologa Clintona Harta Merriama. Miejsce typowe USA, stan Nevada, hrabstwo Elko, osada Halleck. 
Przed 1979 rokiem na podstawie badań morfologicznych wykazano, że oba gatunki są sympatryczne i stanowią pół-gatunki (w trakcie rozchodzenia się). Badania kariotypu i białka potwierdziły ich pełny status gatunkowy, a sekwencje mtDNA ujawniły, że reprezentują one raczej starożytne linie rodowe, które rozdzieliły się około 8,1 milionów lat temu. Sekwencje trzech genów mtDNA ujawniły cztery grupy filogenetyczne w obrębie M. megacephalus, które wydają się reprezentować morfologicznie ukryte gatunki: klad zachodni (podgatunki ambiguus, californicus, medius i oregonus), klad Idaho (atrirelictus), klad środkowy (megacephalus, polionotus i sabulonis) oraz klad wschodni (albiventer, leucotis i paululus). W obrębie gatunku wyróżnianych jest dwanaście podgatunków.

### Kariotyp
Garnitur chromosomowy tego zwierzęcia tworzy 20 par (2n=40) chromosomów (FN=74), ale u odskoczków ciemnych z podgatunków M. m. medius i M. m. californicus FN=76.

### Etymologia
- Microdipodops: gr. μικρος mikros „mały”; rodzaj Dipodops Merriam, 1890 (szczuroskoczek)[22].
- megacephalus: gr. μεγας megas „wielki”; -κεφαλος -kephalos „-głowy”, od κεφαλη kephalē „głowa”[23].
- albiventer: łac. albus „biały”; venter, ventris „brzuch”[23].
- ambiguus: łac. ambiguus „wątpliwy, niepewny”, od ambigere „wątpić”, od przyimka ambi- „wokół”; agere „wprawić w ruch”[23].
- atrirelictus: łac. ater „czarny, ciemny”; relictus „reliktowy, odosobniony”, od relinquere „zostawić w tyle”[24].
- californicus: Kalifornia[23].
- leucotis: gr. λευκος leukos „biały”; -ωτις -ōtis „-uchy”, od ους ous, ωτος ōtos „ucho”[23].
- medius: łac. medius „pośredni, środkowy”[23].
- nexus: łac. nexus „związanie, splot”[25].
- oregonus: Oregon, Stany Zjednoczone[23].
- paululus: łac. paululus „bardzo mały”, od paulus „mały”[26]; przyrostek zdrabniający -ulus[27].
- polionotus: gr. πολιος polios „szary”; -νωτος -nōtos „-tyły, - grzbiety”, od νωτον nōton „tył, grzbiet”[23].
- sabulonis: łac. sabulonis „piaskowy, żwirowy”, od sabulo „piasek, żwir”[28].

## Budowa ciała
Odskoczek ciemny ma niewielkie rozmiary. W części grzbietowej jest wybarwiony na kolor brązowy, czarniawy lub szarawy, a futro w części brzusznej jest u podstawy wybarwione na szaro z białym przyprószeniem na zakończeniach. Końcówka krótkiego ogona jest zwykle ciemniejsza niż u nasady. Ogon jest zauważalnie grubszy w środkowej części. U odskoczków ciemnych brak jest wyraźnego dymorfizmu płciowego.
|                         | średni wymiar |
| ----------------------- | ------------- |
| długość ciała z głową   | 66 mm         |
| długość ogona           | 67–103 mm     |
| długość ucha            | 10 mm         |
| długość kończyny tylnej | 23–26 mm      |
| masa ciała              | do 10–17 g    |

## Tryb życia
Odskoczek ciemny wiedzie nocny, naziemny tryb życia. Szczyt aktywności poza norą przypada w ciągu pierwszych dwóch godzin po zachodzie słońca. Później spada do sporadycznego żerowania przez resztę nocy, a wiosną i jesienią kończy się na dwie godziny przed wschodem słońca. Natomiast w porze letniej tuż przed wschodem słońca następuje drugi szczyt aktywności. Odskoczek ciemny prowadzi samotniczy tryb życia. Używane na co dzień tereny wokół nory są większe u samców (0,07 ha) niż u samic (0,04 ha).

### Cykl życiowy
Okres rozrodczy trwa od wiosny do września, ze szczytem narodzin w maju–czerwcu. Samica odskoczka ciemnego rodzi 2–7 młodych w miocie (średnio 4,5). Możliwe są dwa okresy rui: w kwietniu i lipcu. W badanej przez naukowców populacji stosunek liczebności samców do samic wynosił 2:1.

## Ekologia
Odskoczki ciemne zasadniczo są roślinożercami. Żerują głównie na nasionach. Znacznym składnikiem diety są bylice i astrowate. Odskoczek stara się znaleźć skupisko nasion zamiast zbierać pojedyncze ziarna. Latem może poszerzać dietę o owady. Pokarm jest zbierany w zewnętrznych, wyściełanych futrem workach policzkowych i przenoszony do nor, gdzie jest magazynowany. W workach jednego z badanych okazów naukowcy odnaleźli szczątki Gambelia wislizenii, jaszczurki z rodziny obróżkogwanowatych. Odskoczek ciemny nie musi pić wody. Organizm przyswaja wystarczającą ilość wody ze spożywanych pokarmów stałych. Organizm tych zwierząt magazynuje także w środkowej części ogona tłuszcz, który jest wykorzystywany do przetrwania w okresie zimowym.

### Siedlisko
Odskoczek ciemny zasiedla zróżnicowane tereny. Buduje proste, krótkie, nierozgałęzione tunele. W badanych norach odkryto spiżarnie do przechowywania zebranych nasion. Zwierzęta hodowane w niewoli mają zwyczaj magazynowania pożywienia, ich budowa nor jest bardziej złożona. Zazwyczaj zatykają wejście do nory piaskiem.

## Ochrona
Międzynarodowa Unia Ochrony Przyrody (IUCN) wymienia Microdipodops megacephalus w Czerwonej księdze gatunków zagrożonych jako gatunek najmniejszej troski (LC – least concern). Populacje odskoczków ciemnych w północnej części jej zasięgu uległy znacznej fragmentacji. Wiele zwierząt w ciągu ostatnich 30 lat utraciło siedliska z powodu pożarów i ekspansji inwazyjnych gatunków roślin. Prawdopodobnie wiele północnych populacji już wymarło. Zagrożenie dla gatunku stanowi także wypas zwierząt hodowalnych i wprowadzanie zmian w zasiewach (m.in. wprowadzanie lucerny), a także wypieranie gatunków roślinności stanowiącej składniki diety.